# Мускат Оттонель
Мускат Оттонель або Мускат-Оттонель (у Німеччині) — білий винний сорт винограду, який є представником сімейства мускатних винограду справжнього. Найбільш відомий своїм використанням у десертних винах Австрії, Болгарії, Румунії, Хорватії та Сербії, а також сухих винах з Ельзасу та Угорщини. В Ельзасі сортове позначення Muscat d'Alsace дозволено для сортів Мускат Оттонель, Мускат білий та Мускат рожевий, змішаних у будь-якій комбінації — або ні — (але не для інших представників сімейства мускатних), і суміші між ними заборонені для більшості ельзаських гран-крю.
Перший культивується в Ельзасі від садівника Моро-Роберта в Луарі в 1852 році, Мускат Оттонель, як вважають, схрещений Шасла з Мускатом де Сомюр (який спочатку був поданий як «Мускат де Айзенштадт»).

## Синоніми
Протягом багатьох років Мускат Оттонель був відомий під різними синонімами, включаючи: Шасселас Сен-Фіакре, Мірісавка, Міриславка, Міскет Оттонель, Москато Отонель Біанко, Москато Оттонель, Москатос, Моццонель, Мускадель Оттонель (у Південній Африці), Мускат Отонель Блан, Мускат Отонель Білий, Мускат Оттоне, Мускат Оттонель Вайс, Мускат, Мускат Отонель (у Болгарії), Мускат Отонель Бієлі, Мускат Отонель Вайсер, Мускат Оттонель (в Австрії, Німеччині та Словенії), Мускоталі, Мускоталі (в Угорщині), Оттонель, Оттонель Фротиньян, Оттонель Мускоталлі, Оттонель Мускоталі (в Угорщині), Темілоасе Оттонель, Мускат де Крацунель Тирнаве (у Румунії) та Таміоаса Оттонель.